# Locomotora de Vapor 060-4013
La Locomotora de vapor 060-4013 "Mallet" és una locomotora fabricada per l'empresa Esslingen a Alemanya i que es troba conservada actualment al Museu del Ferrocarril de Catalunya, amb el número de registre 00023 d'ençà que va ingressar el 1981, com una donació de la companyia Ferrocarril Central de Aragón, posteriorment adquirida per Renfe.

## Història
El Ferrocarril Central de Aragón, es caracteritza per les seves dures rampes que van des del nivell del mar fins als 1218 m d'alçada, un dels punts més elevats de les línies espanyoles. En condicions com aquestes era obligada l'especialització de les seves màquines. Aquesta és una de les més peculiars: una locomotora articulada "Mallet", per al remolc de trens pesats de mercaderies. Es tracta del primer material rodant d'origen suís a Espanya. La seva articulació permet incrementar la potència i el pes, fent possible la inscripció a les corbes.
Aquesta "Compound" -cosa inusual en una locomotora de mercaderies- disposa d'un grup motor davanter amb els seus eixos i cilindres unit per mitjà d'una articulació al grup posterior, amb els seus propis. Varen circular a les línies de València-Calatayud i Caminreal-Zaragoza i, des de la seva incorporació a RENFE i fins a la seva baixa a finals dels seixanta, entre València i Utiel i pel sud fins a Alacant. El seu estat de conservació és dolent. Entre el 1990 i 1991 es va sotmetre a una restauració integral de xapa i pintura.